# Rhythm Nation World Tour
 (août 2019).
Si vous disposez d'ouvrages ou d'articles de référence ou si vous connaissez des sites web de qualité traitant du thème abordé ici, merci de compléter l'article en donnant les références utiles à sa vérifiabilité et en les liant à la section « Notes et références ».
Tournées par Janet Jackson
Janet World Tour
(1993-95)
Rhythm Nation World Tour est la première tournée mondiale[Quand ?] de la chanteuse américaine Janet Jackson qui accompagne l’album Rhythm Nation 1814.